# Aparat skrzynkowy

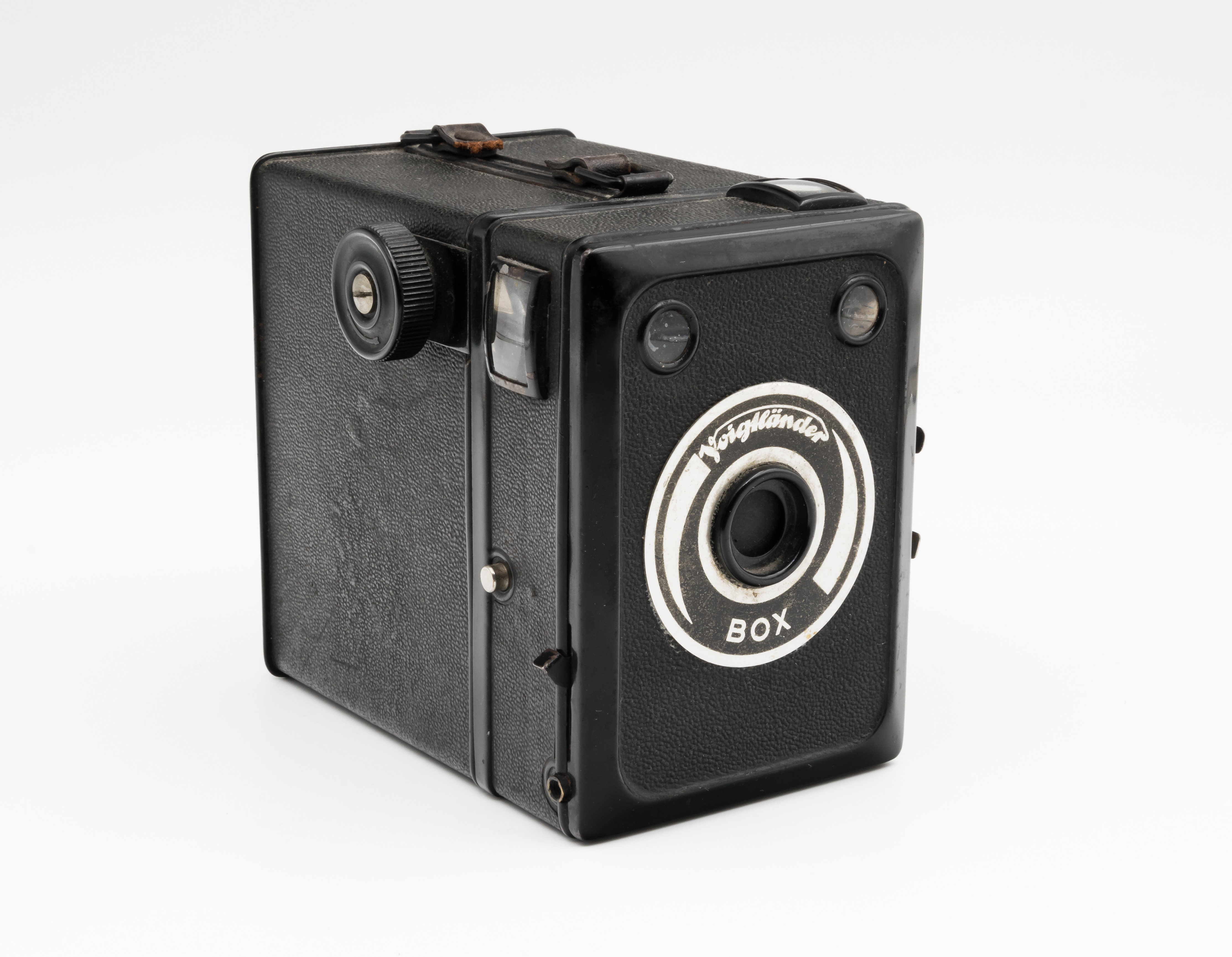
Aparat skrzynkowy Voigtländer Box

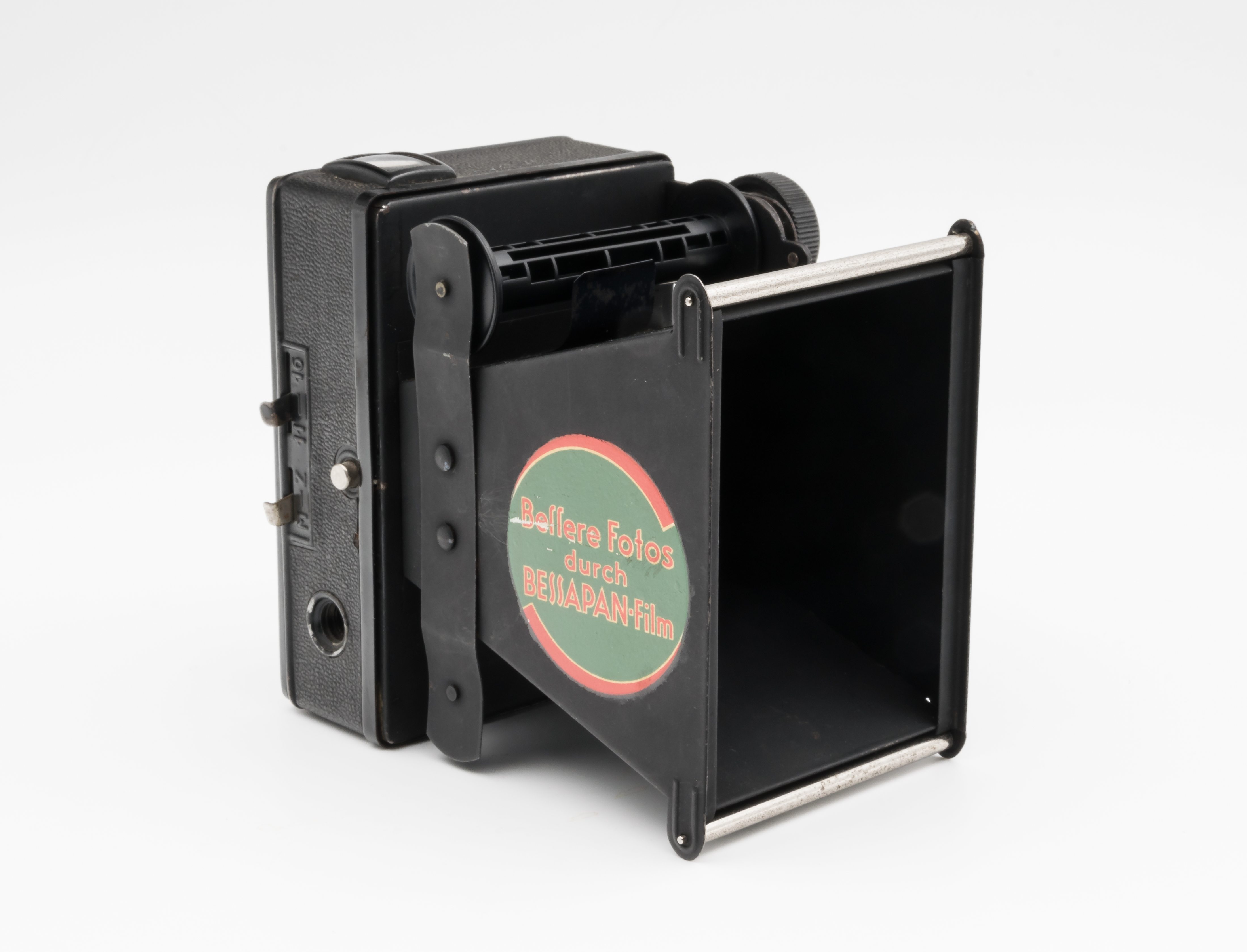
Ten sam aparat wewnątrz

Aparat skrzynkowy – najprostszy i jeden z najstarszych typów aparatów fotograficznych. Posiada prosty obiektyw, często w formie jednej soczewki wbudowanej na stałe. Zazwyczaj nie posiada układu ogniskującego, ani nie pozwala ustawić czasu otwarcia migawki. Z tego względu możliwe jest jedynie fotografowanie w pełnym świetle słonecznym.
W latach pięćdziesiątych dwudziestego wieku wprowadzono aparaty skrzynkowe z lampą błyskową, umożliwiając wykonywanie zdjęć w pomieszczeniach. Dla zmniejszenia rozmiarów niekiedy są wyposażane w wysuwany obiektyw np. aparat Druh. Współcześnie zastąpione przez proste aparaty kompaktowe.